# Chapelle Sainte-Anne de Fouesnant
Pour les articles homonymes, voir Chapelle Sainte-Anne.
La chapelle Sainte-Anne est un édifice situé à Fouesnant, en France.

## Localisation
La chapelle est située sur le territoire de la commune de Fouesnant, dans le département du Finistère, en région Bretagne.

## Description
Sur le pignon ouest de la chapelle se dresse un clocher à jour flanqué de deux tourelles. Une inscription mentionne l'année 1685. L'édifice est un lieu de pèlerinage.

## Historique
La chapelle est classée au titre des monuments historiques, par arrêté du 27 mars 1914.

## Galerie

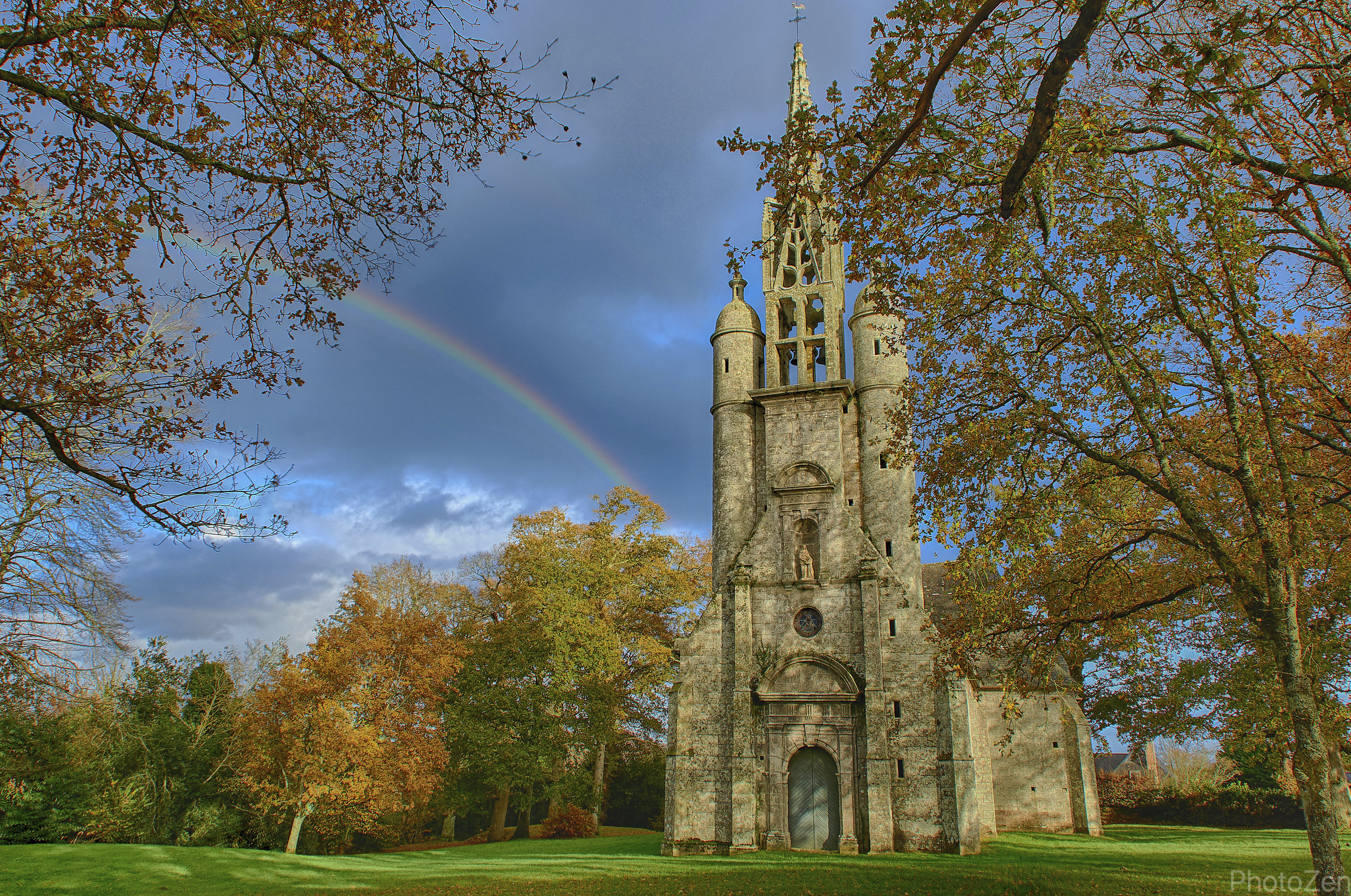
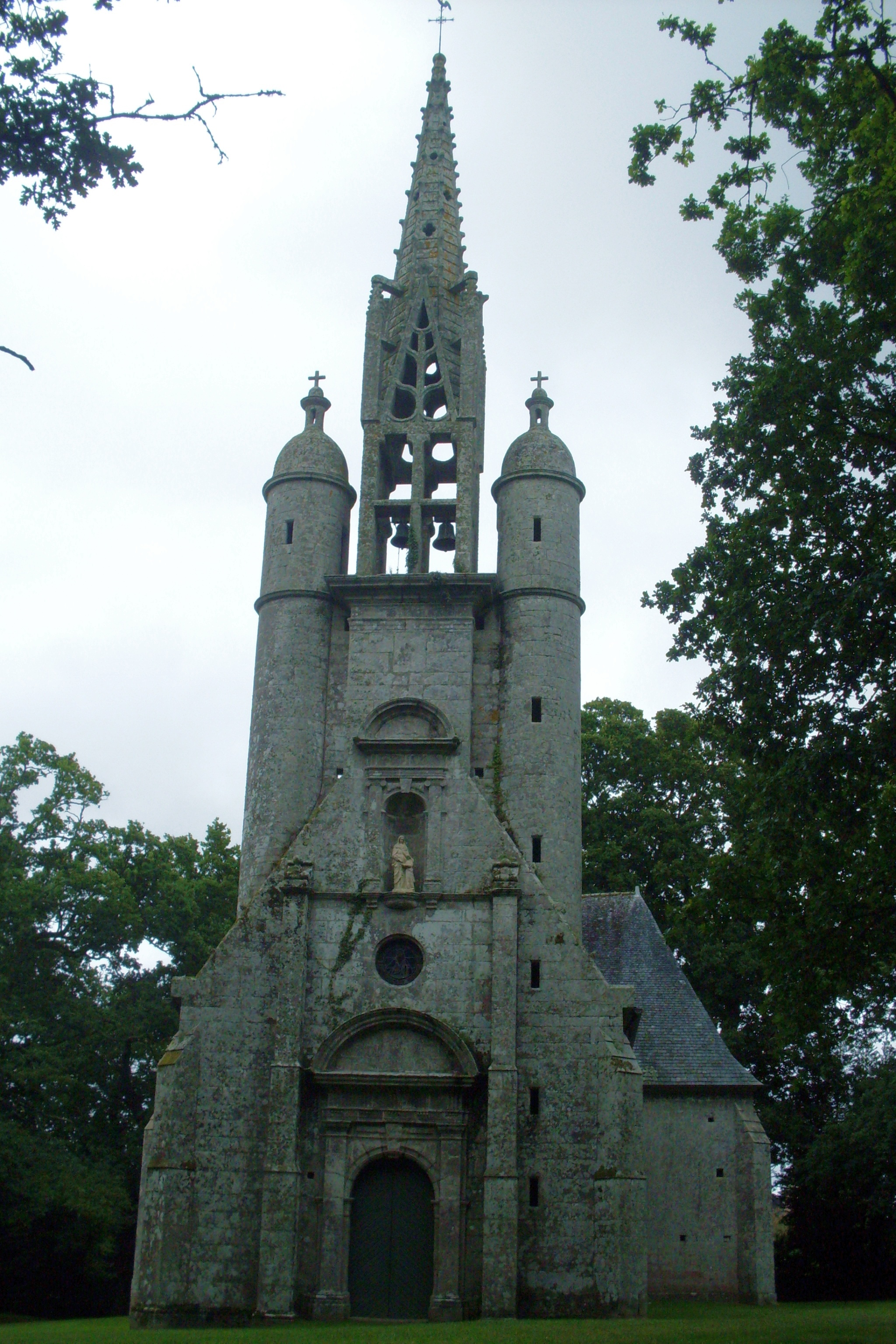
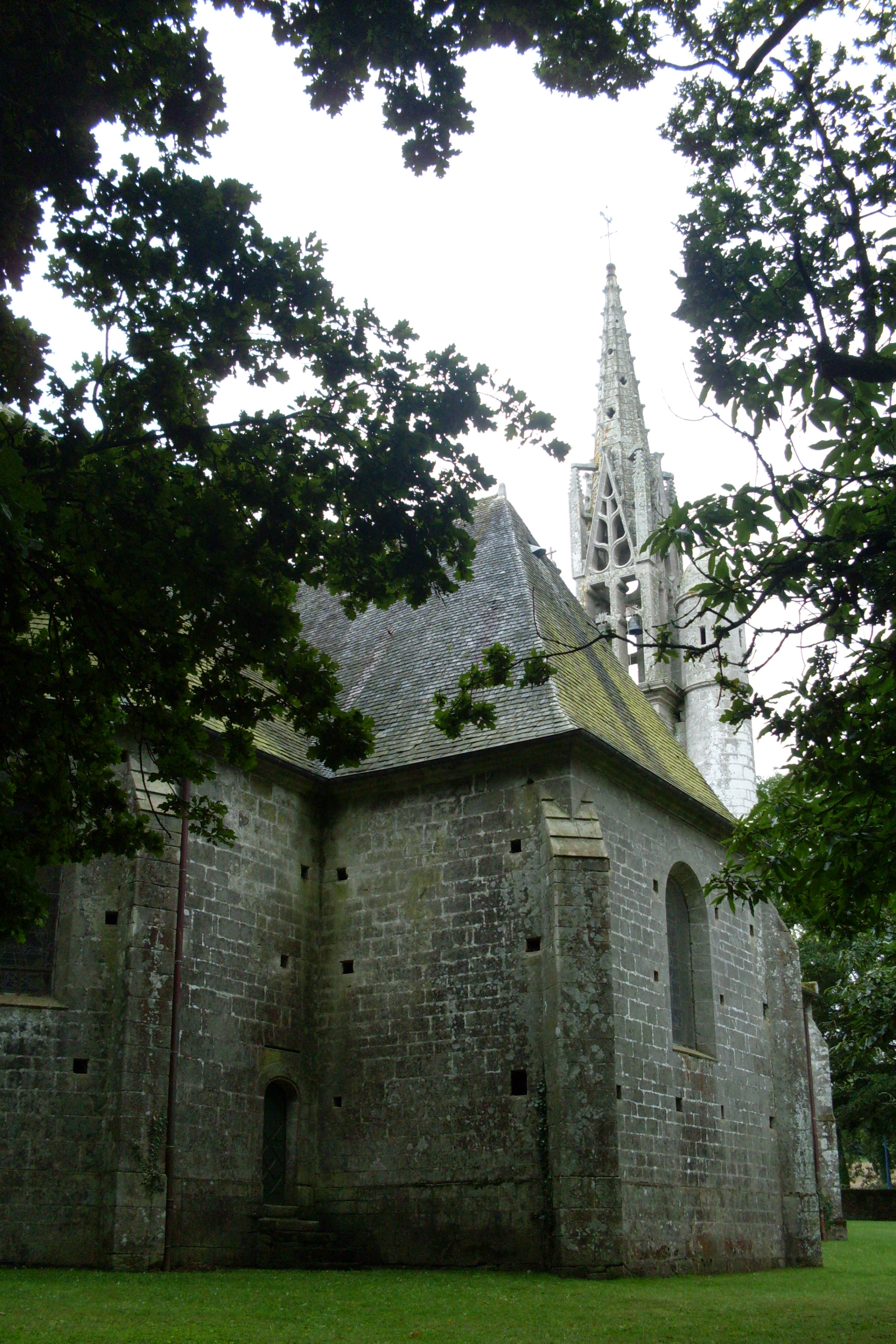
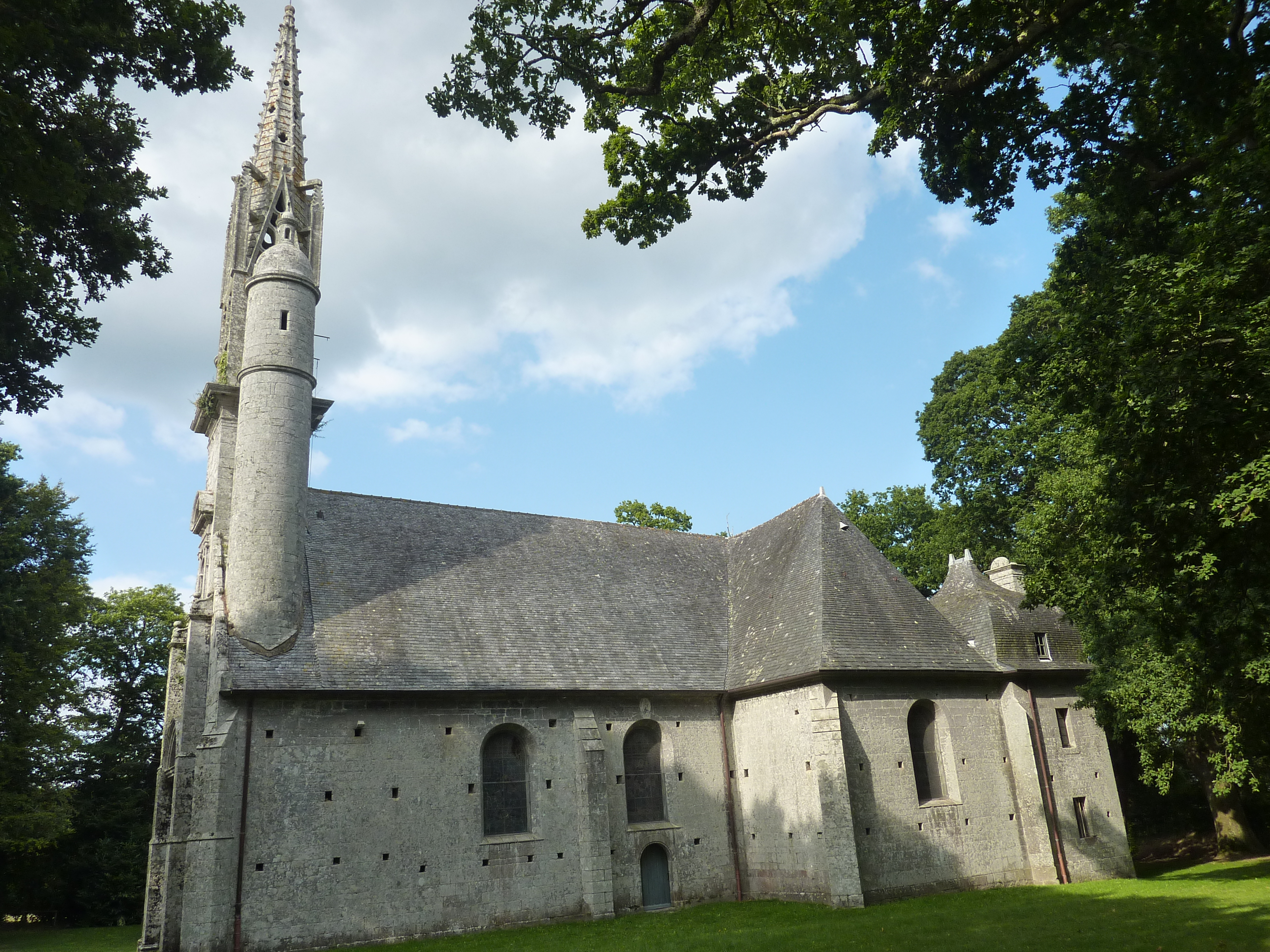